# Челябинский народный дом
Челябинский народный дом — народный дом, построенный в 1903 году в Челябинске по проекту пермского архитектора Рудольфа Карвовского. Старейшее общественное учреждение Челябинска. Памятник истории местного значения с 1960 года, памятник архитектуры федерального значения с 1995 года.

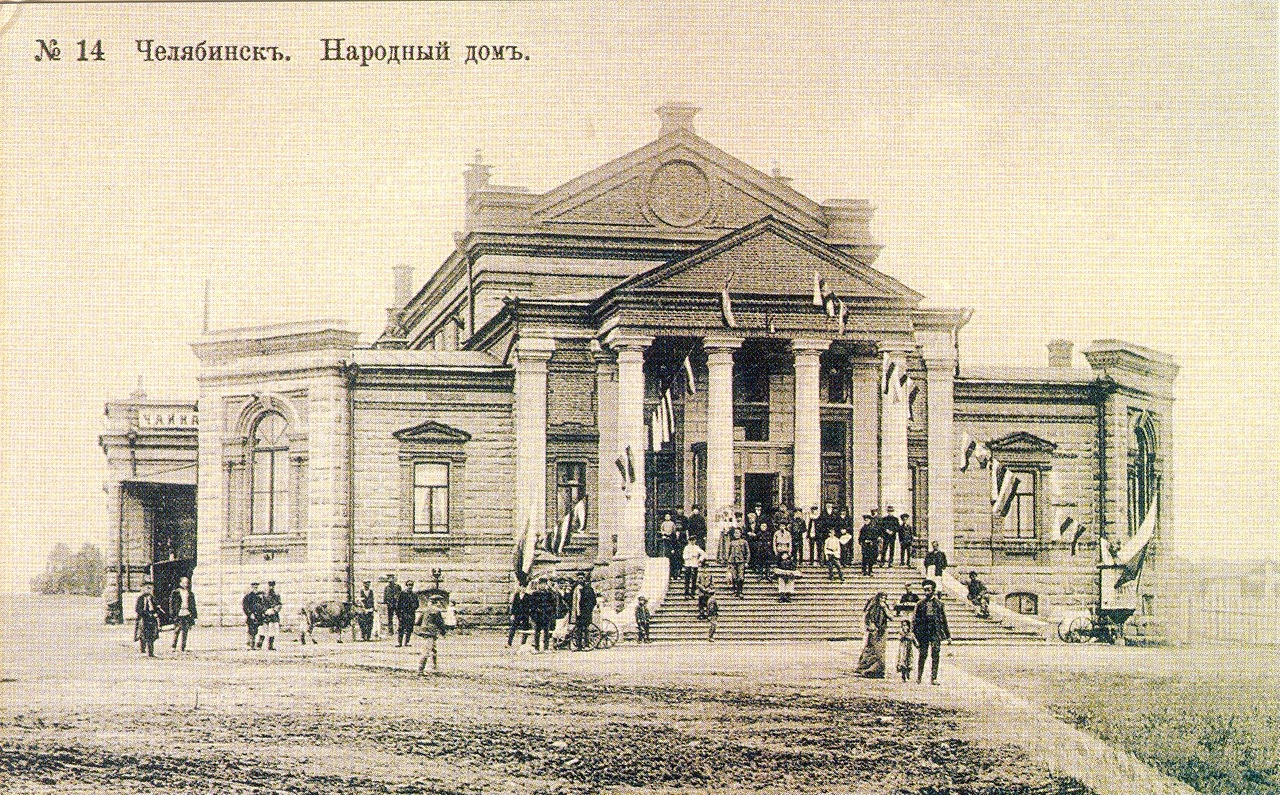
Челябинск. Народный дом. 1904-1916 гг.

Здание Народного дома, переделанное под Гортеатр (1930-е годы)

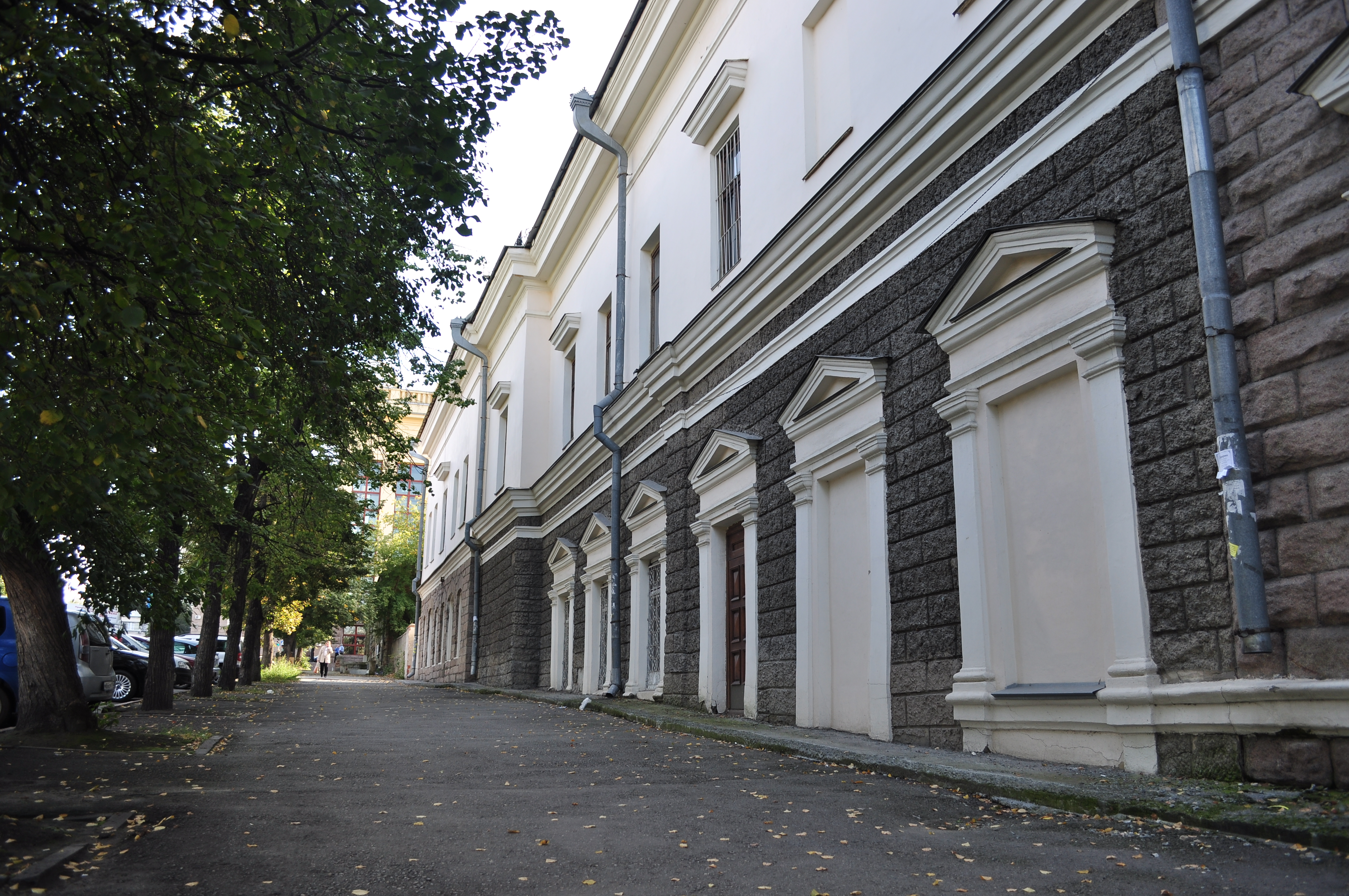
Левый фасад здания, со стороны пл. Революции

Здание построено по инициативе челябинского уездного комитета попечительства о народной трезвости для организации досуга горожан на средства Оренбургского губернского комитета (10 тыс. руб.) и добровольные пожертвования (25 тыс. руб.). Участок для строительства на Южной площади (ныне пл. Революции) был безвозмездно предоставлен городскими властями.
Отделка фасадов была выполнена из уральского тесаного гранита с использованием кованого металла (фонари, ограждения лестниц, парапеты) с высоким качеством, что обеспечило долгую сохранность зданию.
Народный дом открылся в ноябре 1903 года. В нём размещались самый крупный в городе театрально-концертный зал, библиотека-читальня (с 1907 года), чайная, музей наглядных пособий, первый в городе детский сад. Челябинское музыкально-драматическое общество проводило в Народном доме концерты, литературно-музыкальные вечера, осуществляло постановку спектаклей. Во время русско-японской войны в здании размещался военный госпиталь.

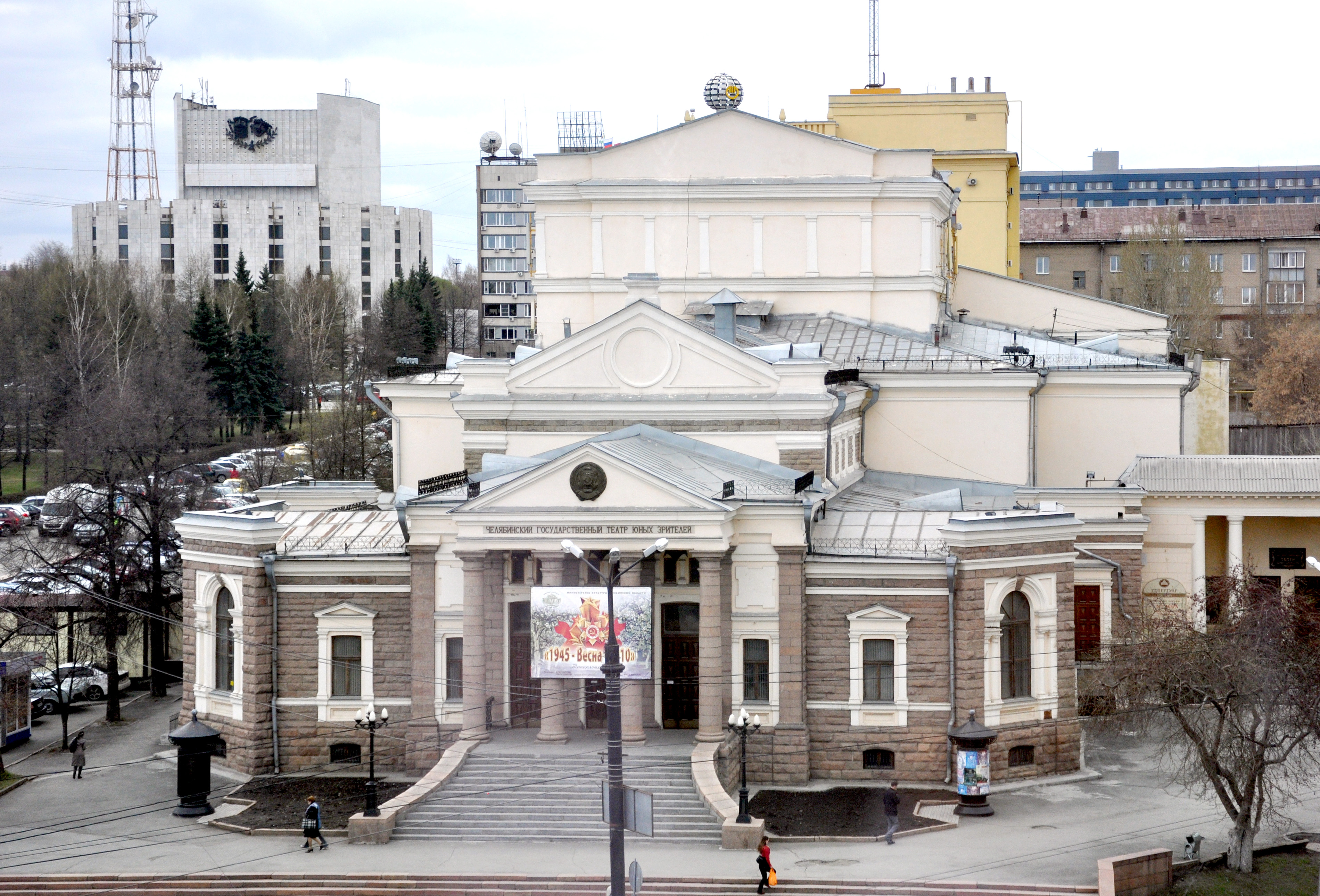
Два драмтеатра, молодёжный и академический на заднем плане слева. 2010 г.

На сцене Народного дома выступали В. Н. Пашенная, братья Адельгейм, В. Ф. Комиссаржевская.
В 1917 году Народный дом стал центром политической жизни города. С мая 1917 в здании работал Совет рабочих и солдатских депутатов.
С 1919 по 1921 год на сцене Народного дома выступала полупрофессиональная сезонная труппа Челябинского отдела народного образования. С 1921 года в этом здании начал работу Челябинский городской театр драмы.
В 1934 году здание реконструировано специально для обустройства в нём городского театра. В ходе реконструкции изменилась планировка здания, вместимость зрительного зала увеличилась до 650 мест (главным образом за счет боковых лож). В ходе последующей реконструкции в 1944 году была разобрана входная лестница — был организован вход в цокольный этаж, где располагались гардеробы, буфет, курительные и туалетные комнаты. Оригинальная форма лестницы была восстановлена в 1986−1988 годах.
В годы Великой Отечественной войны с октября 1941 по сентябрь 1942 в помещении театра работал Московский академический Малый театр.
С 1982 года в здании располагается Челябинский театр юных зрителей, который с 2011 года носит название Челябинского государственного драматического «Молодёжного театра».